# Leon Bator

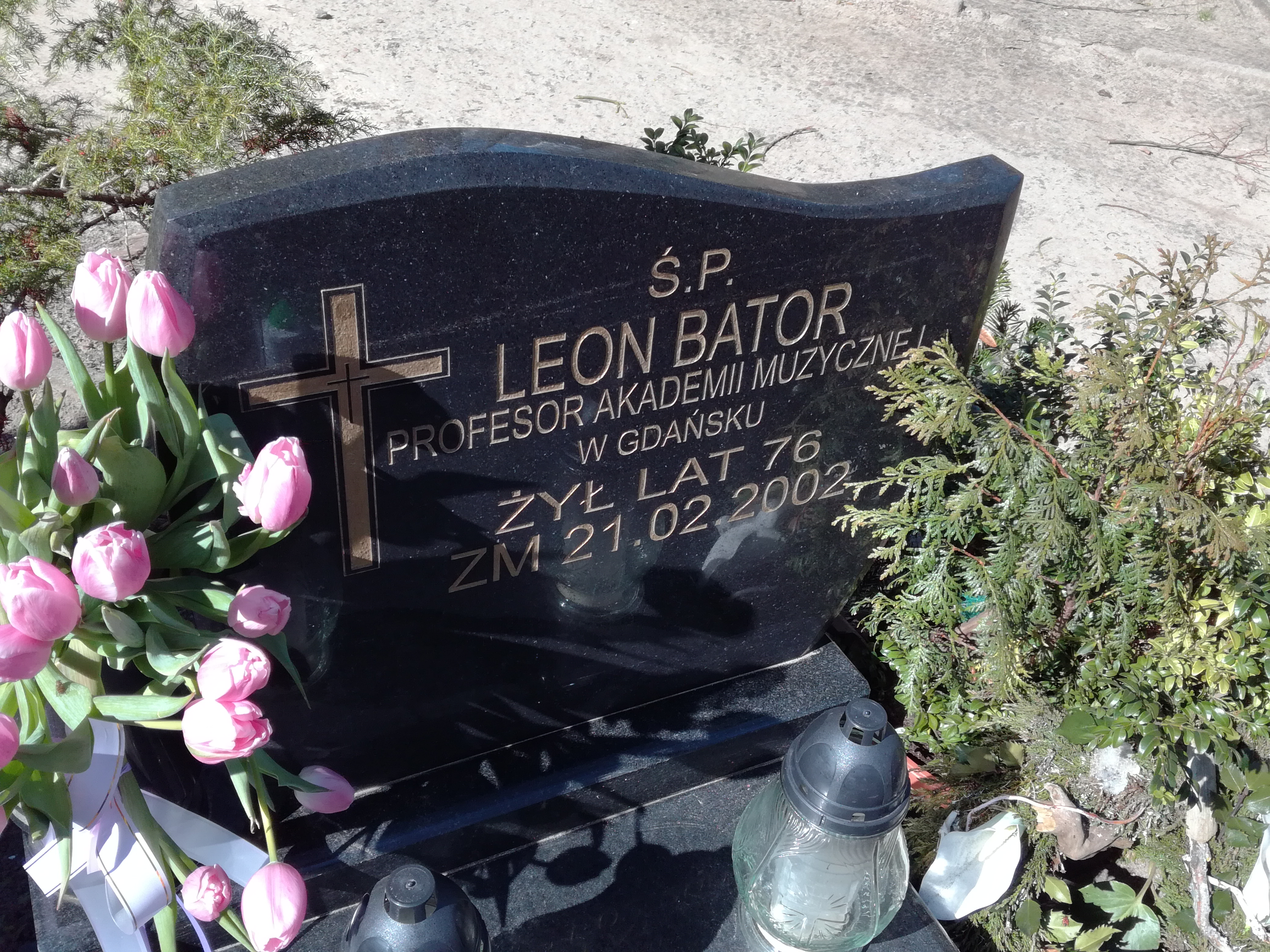
Grób prof. Leona Batora na cmentarzu Oliwskim

Leon Bator (ur. 13 grudnia 1925 w Konopiskach, zm. 21 lutego 2002 w Gdańsku) – polski muzyk, organista, profesor Akademii Muzycznej w Gdańsku; wieloletni kierownik Międzynarodowego Festiwalu Muzyki Organowej w Oliwie.

## Życiorys
Studia muzyczne odbył w Państwowej Wyższej Szkole Muzycznej w Łodzi w klasie prof. J. Kucharskiego i ukończył je z odznaczeniem w 1953. Po studiach został zaangażowany jako drugi organista na Jasnej Górze. Następnie przez pewien czas działał w Toruniu, gdzie jego uczniem był między innymi Joachim Grubich. W związku z emigracją do Niemiec Jana Jancy został zatrudniony jako profesor organów w mającej wówczas siedzibę w Sopocie gdańskiej PWSM (obecnie Akademia Muzyczna im. Stanisława Moniuszki w Gdańsku). Założył także i przez 12 lat prowadził klasę organów w POSM I i II stopnia w Gdańsku. 
Był inicjatorem i założycielem festiwalu organowego we Fromborku w 1965, a także letnich koncertów organowych w Chmielnie; przez wiele lat był kierownikiem Międzynarodowego Festiwalu Muzyki Organowej w Oliwie. Jako stypendysta Ministerstwa Kultury i Sztuki odbył w 1970 kurs mistrzowski w Belgii, pod kierunkiem prof. F. Peetersa. 
Występował z licznymi koncertami w ramach festiwali, dni muzyki organowej itp. w Polsce i za granicą: Belgia, Czechosłowacja, Dania, Finlandia, Włochy, Szwecja, Norwegia, ZSRR. Dokonał nagrań dla Polskiego Radia i Telewizji, telewizji francuskiej i niemieckiej.
Zmarł w Gdańsku, pochowany 27 lutego 2018 na cmentarzu Oliwskim (kwatera 2-3-1).

## Ordery i odznaczenia
- Krzyż Kawalerski Orderu Odrodzenia Polski (1983)
- Złoty Krzyż Zasługi
- Medal 40-lecia Polski Ludowej (1984)
- Odznaka „Zasłużony Działacz Kultury”
- Odznaka honorowa „Za Zasługi dla Gdańska” (1971, 1972)
- Medal XXX-lecia Wyzwolenia Gdańska (dwukrotnie)

## Nagrody
- Nagroda Miasta Gdańska w Dziedzinie Kultury „Splendor Gedanensis” (1977)[3]
- Nagroda II stopnia Ministra Kultury i Sztuki